# Jeff Hornacek
Jeffrey John „Jeff“ Hornacek (IPA: [hɔrnəsɛk]) (* 3. Mai 1963 in Elmhurst, Illinois) ist ein ehemaliger US-amerikanischer Basketballspieler der Phoenix Suns, Philadelphia 76ers und Utah Jazz in der NBA und heutiger -trainer. Der 1,93 Meter große Hornacek spielte die Position des Shooting Guard und gewann zweimal den offiziellen Dreipunktwurf-Wettbewerb der NBA. Hornacek arbeitet derzeit als Assistenztrainer bei den Houston Rockets.

## Spielerkarriere
Hornacek wurde von den Phoenix Suns im NBA-Draft 1986 an 46. Stelle gezogen. In den ersten anderthalb Jahren war er nur Reservist hinter Walter Davis, brach aber dann in seiner Sophomore-Saison als Stammspieler durch. In seinem vierten Jahr erzielte er pro Spiel durchschnittlich 17 Punkte sowie 6 Vorlagen und erzielte eine beachtliche Trefferquote von 53 % aus dem Feld und 41 % von jenseits der Dreipunktlinie. In dieser Zeit bildete er mit Point Guard Kevin Johnson eines der offensivstärksten Guard-Paare der Liga. Im Frühjahr 1992 nahm er zum ersten und einzigen Mal am All-Star-Spiel teil. In diesem Jahr erzielte er mit durchschnittlich 20,1 Punkten pro Spiel auch seinen persönlichen Bestwert.
Im Sommer 1992 wurde Hornacek von den Suns an die Philadelphia 76ers abgegeben, um im Gegenzug Sixers-Star Charles Barkley zu erwerben. Da die Sixers mit Hersey Hawkins bereits einen guten Shooting Guard in ihren Reihen hatten, musste Hornacek die Spielmacheraufgaben eines Point Guard übernehmen. Er konnte im Schnitt 7 Vorlagen (assists) pro Spiel vorweisen; allerdings gewannen die Sixers nur 26 ihrer 82 Saisonspiele und wurden danach umgebaut. Hornacek wurde 1994 an die Utah Jazz weitergegeben.
Bei den Jazz etablierte sich Hornacek als wertvolle dritte Kraft hinter den beiden Superstars Karl Malone und John Stockton. Er erzielte trotz einer schweren Knieverletzung konstant im Schnitt 16 Punkte pro Spiel bei einer Trefferquote von z. T. 46 % von jenseits der Dreipunktlinie. Er war Teil jener Jazz-Teams, die 1997 und 1998 in den NBA-Finals jeweils an den Chicago Bulls um Michael Jordan scheiterten. 1998 gewann er den Dreipunktwurf-Wettbewerb am All-Star-Wochenende. In seinem letzten Jahr 2000 stellte Hornacek von der Freiwurflinie einen Jazz-Rekord auf, als er 95,0 % seiner Freiwürfe traf, davon einmal 67 Freiwürfe in Folge. Wieder nahm Hornacek während des All-Star-Wochenendes am Dreipunktwurf-Wettbewerb teil und gewann erneut, diesmal vor Dirk Nowitzki. Nach dieser Saison beendete Hornacek seine Spielerlaufbahn. Als Dank für seine Leistungen zogen die Jazz seine Trikotnummer 14 zurück, die seither nicht mehr vergeben wird. Auch seine Universität, die Iowa State University zog zu seinen Ehren die Nummer 14 zurück. Nach seiner Spielerkarriere wurde Hornacek „Shooting Coach“ (Co-Trainer für die Wurftechnik) der Jazz.

### Spielweise
Hornacek war zeit seiner Karriere für seine Spielintelligenz und Wurfsicherheit bekannt, womit er seine relativ geringe Athletik überspielen konnte. Er gewann zweimal den NBA-Dreipunktwurf-Wettbewerb, und ist mit Trefferquoten von 49,6 % aus dem Feld, 87,7 % bei Freiwürfen sowie 40,3 % bei Drei-Punkt-Würfen einer der treffsichersten Guards aller Zeiten. Hornacek war für sein Freiwurf-Ritual bekannt: Vor jedem Freiwurf streichelte er sich dreimal die Wangen, um seine drei Kinder zu Hause zu grüßen.

## Trainerkarriere
Hornacek wurde im Februar 2011 neuer Assistenztrainer bei den Utah Jazz. Diese Position hatte Hornacek bis Sommer 2013 inne. Zur Saison 2013/2014 wurde er neuer Headcoach der Phoenix Suns, für die er ebenfalls früher als Spieler aktiv war. Hornacek erreichte in seinem ersten Jahr 48 Siege, verpasste dennoch die Playoffqualifikation. Bei der Wahl zum Trainer des Jahres wurde er hinter Gregg Popovich Zweiter. Nach einem schwachen Start in die Saison 2015/2016 wurde Hornacek am 1. Februar 2016 nach einer 87:91-Niederlage gegen die Dallas Mavericks von seinen Aufgaben als Headcoach der Suns entbunden. Die Phoenix Suns hatten zu diesem Zeitpunkt 14 Siege und 35 Niederlagen in ihrer Bilanz stehen.
Am 2. Juni 2016 verkündeten die New York Knicks die Verpflichtung von Hornacek als neuem Headcoach. Nachdem die Knicks zum fünften Mal in Folge die Play-offs verpassten, trennte sich das Franchise im April 2018 von Jeff Hornacek. Im November 2020 haben die Houston Rockets bekannt, dass Hornacek als Assistenztrainer verpflichtet wurde.

## Privatleben
Jeff Hornacek ist verheiratet und hat drei Kinder. Er engagiert sich für die Special Olympics.